# قائمة سفراء الولايات المتحدة لدى فرنسا
سفير الولايات المتحدة في فرنسا هو الممثل الرسمي لرئيس الولايات المتحدة لدى رئيس فرنسا. حافظت الولايات المتحدة على علاقات دبلوماسية مع فرنسا منذ الثورة الأمريكية . تمت ترقية العلاقات إلى رتبة سفير أعلى في عام 1893. استمرت العلاقات الدبلوماسية من خلال جمهوريات فرنسا الخمس ، وإمبراطوريتين ، وثلاث ممالك. منذ عام 2006،

## قائمة رؤساء بعثات الولايات المتحدة في فرنسا

### وزراء محكمة فرساي (1778-1792)
| اسم              | اسم               | موعد            | عرض            | نهاية           | ملاحظات |
| ---------------- | ----------------- | --------------- | -------------- | --------------- | ------- |
| بنجامين فرانكلين | Benjamin Franklin | سبتمبر 14, 1778 | مارس 23, 1779  | مايو 17, 1785   |         |
|                  | Thomas Jefferson  | مارس 10, 1785   | مايو 17, 1785  | سبتمبر 26, 1789 |         |
|                  | William Short     | أبريل 20, 1790  | يونيو 14, 1790 | مايو 15, 1792   |         |
|                  | Gouverneur Morris | يناير 12, 1792  | يونيو 3, 1792  | أبريل 9, 1794   |         |

### وزراء الجمهورية الأولى (1792-1804)
| اسم        | اسم                 | موعد           | عرض            | نهاية          | ملاحظات |
| ---------- | ------------------- | -------------- | -------------- | -------------- | ------- |
| جيمس مونرو | James Monroe        | مايو 28, 1794  | أغسطس 15, 1794 | ديسمبر 9, 1796 |         |
|            | Charles C. Pinckney | سبتمبر 9, 1796 | لم تقدم        | فبراير 5, 1797 |         |

| اسم | اسم                  | موعد           | عرض            | نهاية           | ملاحظات |
| --- | -------------------- | -------------- | -------------- | --------------- | ------- |
|     | Robert R. Livingston | أكتوبر 2, 1801 | ديسمبر 6, 1801 | نوفمبر 18, 1804 |         |

### وزراء محكمة تيولاري (1804-1848)
| اسم | اسم                  | موعد            | عرض                            | نهاية                             | ملاحظات |
| --- | -------------------- | --------------- | ------------------------------ | --------------------------------- | ------- |
|     | John Armstrong       | يونيو 30, 1804  | نوفمبر 18, 1804                | سبتمبر 14, 1810                   |         |
|     | Joel Barlow          | فبراير 27, 1811 | نوفمبر 17, 1811                | ديسمبر 26, 1812                   |         |
|     | William H. Crawford  | أبريل 9, 1813   | ديسمبر 14, 1813 أغسطس 16, 1814 | أبريل 26, 1815 إلى أبريل 30, 1815 |         |
|     | Albert Gallatin      | فبراير 28, 1815 | يوليو 16, 1816                 | مايو 16, 1823                     |         |
|     | James Brown          | ديسمبر 9, 1823  | أبريل 13, 1824                 | يونيو 28, 1829                    |         |
|     | William Cabell Rives | أبريل 18, 1829  | أكتوبر 25, 1829 يناير 14, 1831 | سبتمبر 27, 1832                   |         |
|     | Edward Livingston    | مايو 29, 1833   | سبتمبر 30, 1833                | أبريل 29, 1835                    |         |
|     | Lewis Cass           | أكتوبر 4, 1836  | ديسمبر 1, 1836                 | نوفمبر 12, 1842                   |         |
|     | William R. King      | أبريل 9, 1844   | يوليو 1, 1844                  | سبتمبر 15, 1846                   |         |
|     | Richard Rush         | مارس 3, 1847    | يوليو 31, 1847 أبريل 26, 1848  | أكتوبر 8, 1849                    |         |

### وزراء الجمهورية الثانية (1848-1852)
| اسم | اسم                  | موعد           | عرض                           | نهاية         | ملاحظات |
| --- | -------------------- | -------------- | ----------------------------- | ------------- | ------- |
|     | William Cabell Rives | يوليو 20, 1849 | نوفمبر 8, 1849 يناير 10, 1853 | مايو 12, 1853 |         |

### وزراء محكمة تيوليري (1852-1870)
| اسم | اسم                 | موعد            | عرض                        | نهاية           | ملاحظات |
| --- | ------------------- | --------------- | -------------------------- | --------------- | ------- |
|     | John Y. Mason       | أكتوبر 10, 1853 | يناير 22, 1854             | أكتوبر 3, 1859  |         |
|     | Charles J. Faulkner | يناير 16, 1860  | مارس 4, 1860               | مايو 12, 1861   |         |
|     | William L. Dayton   | مارس 18, 1861   | مايو 19, 1861              | ديسمبر 1, 1864  |         |
|     | John Bigelow        | مارس 15, 1865   | أبريل 23, 1865             | ديسمبر 23, 1866 |         |
|     | John Adams Dix      | سبتمبر 24, 1866 | ديسمبر 23, 1866            | مايو 23, 1869   |         |
|     | Elihu B. Washburne  | مارس 17, 1869   | مارس 23, 1869 مايو 8, 1871 | سبتمبر 5, 1877  |         |

| اسم | اسم                   | موعد          | عرض            | نهاية         | ملاحظات |
| --- | --------------------- | ------------- | -------------- | ------------- | ------- |
|     | Edward F. Noyes       | يوليو 1, 1877 | سبتمبر 5, 1877 | أغسطس 5, 1881 |         |
|     | Levi P. Morton        | مارس 21, 1881 | أغسطس 5, 1881  | مايو 14, 1885 |         |
|     | Robert M. McLane      | مارس 23, 1885 | مايو 14, 1885  | مايو 20, 1889 |         |
|     | Whitelaw Reid         | مارس 23, 1889 | مايو 21, 1889  | مارس 25, 1892 |         |
|     | T. Jefferson Coolidge | مايو 12, 1892 | يونيو 10, 1892 | مايو 4, 1893  |         |

### سفراء الجمهورية الرابعة (1944-1961)
| اسم | اسم                    | موعد            | عرض             | نهاية           | ملاحظات |
| --- | ---------------------- | --------------- | --------------- | --------------- | ------- |
|     | James B. Eustis        | أبريل 8, 1893   | مايو 6, 1893    | مايو 24, 1897   |         |
|     | Horace Porter          | مارس 19, 1897   | مايو 26, 1897   | مايو 2, 1905    |         |
|     | Robert S. McCormick    | مارس 8, 1905    | مايو 2, 1905    | مارس 2, 1907    |         |
|     | Henry White            | ديسمبر 19, 1906 | مارس 23, 1907   | نوفمبر 3, 1909  |         |
|     | Robert Bacon           | ديسمبر 21, 1909 | ديسمبر 31, 1909 | أبريل 19, 1912  |         |
|     | Myron T. Herrick       | فبراير 15, 1912 | أبريل 29, 1912  | نوفمبر 28, 1914 |         |
|     | William Graves Sharp   | يونيو 19, 1914  | ديسمبر 4, 1914  | أبريل 14, 1919  |         |
|     | Hugh Campbell Wallace  | فبراير 27, 1919 | أبريل 22, 1919  | يوليو 5, 1921   |         |
|     | Myron T. Herrick       | أبريل 16, 1921  | يوليو 15, 1921  | مارس 31, 1929   |         |
|     | Walter Evans Edge      | نوفمبر 21, 1929 | ديسمبر 18, 1929 | أبريل 13, 1933  |         |
|     | Jesse I. Straus        | مارس 17, 1933   | يونيو 8, 1933   | أغسطس 5, 1936   |         |
|     | William C. Bullitt Jr. | أغسطس 25, 1936  | أكتوبر 13, 1936 | يوليو 11, 1940  |         |
|     | William D. Leahy       | نوفمبر 29, 1940 | يناير 8, 1941   | مايو 1, 1942    |         |

| اسم | اسم                | موعد            | عرض             | نهاية          | ملاحظات |
| --- | ------------------ | --------------- | --------------- | -------------- | ------- |
|     | Jefferson Caffery  | نوفمبر 25, 1944 | ديسمبر 30, 1944 | مايو 13, 1949  |         |
|     | David K. E. Bruce  | مايو 9, 1949    | مايو 17, 1949   | مارس 10, 1952  |         |
|     | James Clement Dunn | مارس 13, 1952   | مارس 27, 1952   | مارس 2, 1953   |         |
|     | C. Douglas Dillon  | فبراير 27, 1953 | مارس 13, 1953   | يناير 28, 1957 |         |
|     | Amory Houghton     | مارس 14, 1957   | أبريل 17, 1957  | يناير 19, 1961 |         |

| اسم | اسم                     | موعد            | عرض             | نهاية                 | ملاحظات |
| --- | ----------------------- | --------------- | --------------- | --------------------- | ------- |
|     | James M. Gavin          | فبراير 22, 1961 | مارس 21, 1961   | سبتمبر 26, 1962       |         |
|     | Charles E. Bohlen       | سبتمبر 4, 1962  | أكتوبر 27, 1962 | فبراير 9, 1968        |         |
|     | Sargent Shriver         | أبريل 22, 1968  | مايو 25, 1968   | مارس 25, 1970         |         |
|     | Arthur K. Watson        | أبريل 8, 1970   | مايو 6, 1970    | أكتوبر 30, 1972       |         |
|     | John N. Irwin II        | فبراير 2, 1973  | مارس 23, 1973   | أكتوبر 20, 1974       |         |
|     | Kenneth Rush            | سبتمبر 19, 1974 | نوفمبر 21, 1974 | مارس 14, 1977         |         |
|     | Arthur A. Hartman       | يونيو 8, 1977   | يوليو 7, 1977   | أكتوبر 14, 1981       |         |
|     | Evan G. Galbraith       | نوفمبر 6, 1981  | ديسمبر 2, 1981  | يوليو 15, 1985        |         |
|     | Joe M. Rodgers          | يوليو 19, 1985  | سبتمبر 20, 1985 | يناير 8, 1989         |         |
|     | Walter Curley           | مايو 12, 1989   | يوليو 6, 1989   | فبراير 11, 1993       |         |
|     | Pamela Harriman         | مايو 8, 1993    | يونيو 30, 1993  | فبراير 5, 1997        |         |
|     | Felix Rohatyn           | أغسطس 1, 1997   | سبتمبر 11, 1997 | ديسمبر 7, 2000        |         |
|     | Howard H. Leach         | يوليو 12, 2001  | سبتمبر 4, 2001  | أبريل 16, 2005        |         |
|     | Craig Roberts Stapleton | يونيو 21, 2005  | يوليو 25, 2005  | يناير 29, 2009        |         |
|     | Charles Rivkin          | يونيو 1, 2009   | أكتوبر 2, 2009  | نوفمبر 20, 2013       |         |
|     | Jane D. Hartley         | سبتمبر 26, 2014 | أكتوبر 31, 2014 | يناير 29, 2017        |         |
|     | Jamie McCourt           | نوفمبر 20, 2017 | ديسمبر 18, 2017 | مايجب في الوضع الراهن |         |